# 紳寶考庫姆公司

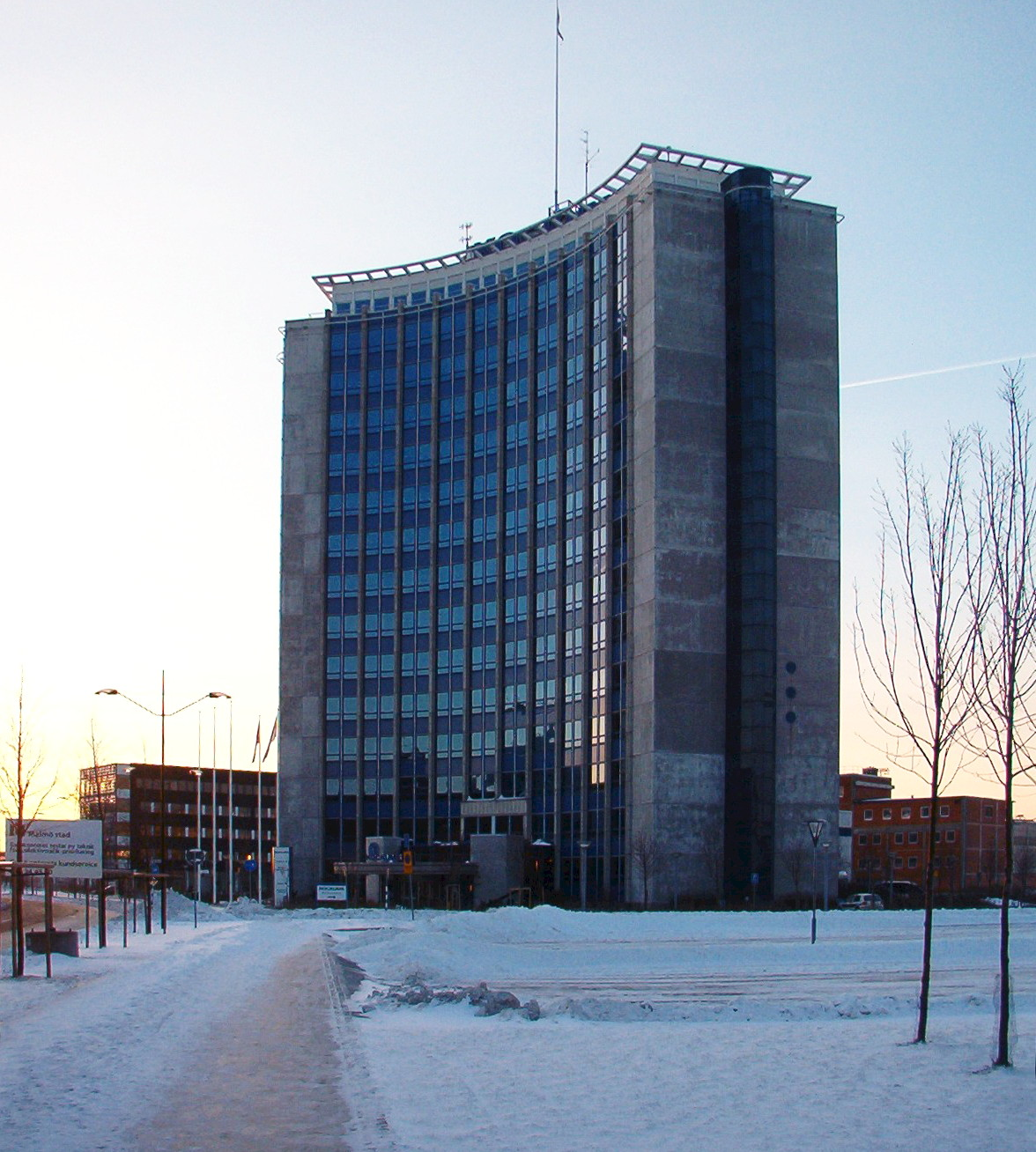
考庫姆公司大樓

紳寶考庫姆公司（瑞典語：SAAB Kockums AB）是瑞典一家著名造船廠，現屬於紳寶集團旗下的公司，前稱考庫姆公司（Kockums AB）。考庫姆公司自1999年開始曾經被三度收購，經過一番波折最終成為紳寶集團的旗下公司。
考庫姆公司是瑞典重要的一家軍工企業，一直為瑞典海軍提供性能優良的戰艦、潛艇，是瑞典軍工體系不可或缺的一部份。

## 歷史
考庫姆公司成立於1840年，當時主要以貿易和生產工業（例如農具、酒廠電器、爐具等）為主。直至1870年，經過一系列的資金儲備和發展，考庫姆公司正式建立了一間造船廠，成為造船企業。在兩次世界大戰期間，雖然瑞典並沒有參與戰事，但考庫姆公司所製造的戰艦，例如古斯塔夫號海防艦、Ehrensköld和Klas Horn驅逐艦都為瑞典提供了關鍵性的防衛作用。在20世紀50至60年代，考庫姆公司更成為世界最大的造船廠之一，主要生產大型貨輪。
可是，自1999年到2014年間，因為考庫姆公司的被收購，令到瑞典海軍的發展計劃一直受阻，使瑞德兩國發生爭執。

### 德國公司的收購
1999年，德國哈德威造船廠（HDW）收購了瑞典的考庫姆公司，使當時瑞典唯一的潛艇研製公司變成外國企業的子公司。及後2005年，哈德威造船廠被購併成現今的蒂森克虜伯船舶系統公司（TKMS）。考庫姆公司面對母公司的兩度重整，使瑞典的A26型潛艇計畫多次受到影響。由於考庫姆公司所研製的潛艇一直以性能優良、性價比高聞名，因此考庫姆公司在國際市場上有著不小的競爭力，然而蒂森克虜伯船舶系統公司一直打壓考庫姆公司在國際上參與各國的潛艇競標，並且限制A26潛艇計畫的發展，使瑞典開始意識到需要為自身唯一的潛艇公司尋找新的出路，並展開與德國蒂森克虜伯船舶系統公司的談判。
面對蒂森克虜伯船舶系統公司的打壓，瑞典政府於2014年2月27日正式撤銷與考庫姆公司之間的A26潛艇訂造合同，原因是蒂森克虜伯（HDW）一直拒絕讓瑞典與其他國家分擔成本，令瑞典需要獨力負擔整個計畫支出。及後瑞典政府便找上了另一家瑞典國防企業公司紳寶集團。 可是紳寶並沒有製造潛艇的經驗和技術，於是紳寶集團計劃如果他們收到新型的潛艇訂單便會僱用不少來自考庫姆公司的潛艇工程師，使不少屬於蒂森克虜伯的考庫姆僱員都跳槽紳寶，受到蒂森克虜伯的指責。同年4月2日瑞典政府正式終止與蒂森克虜伯之間的所有談判。
2014年4月14日，瑞典媒體報道已經有大約200名考庫姆工程師離開蒂森克虜伯並跳槽至紳寶，致使蒂森克虜伯與紳寶開始洽談有關出售考庫姆公司的事宜。經過多重談判，同年6月蒂森克虜伯船舶系統公司正式同意以340億瑞典克朗出售考庫姆公司予紳寶集團，並重新命名為紳寶考庫姆公司（Saab Kockums AB）。

### 紳寶考庫姆
在紳寶集團收購考庫姆公司後，便意味著A26型潛艇計晝得以繼續順利進行，現時紳寶考庫姆公司的主要目標便是研發A26型潛艇。

## 技術和產品

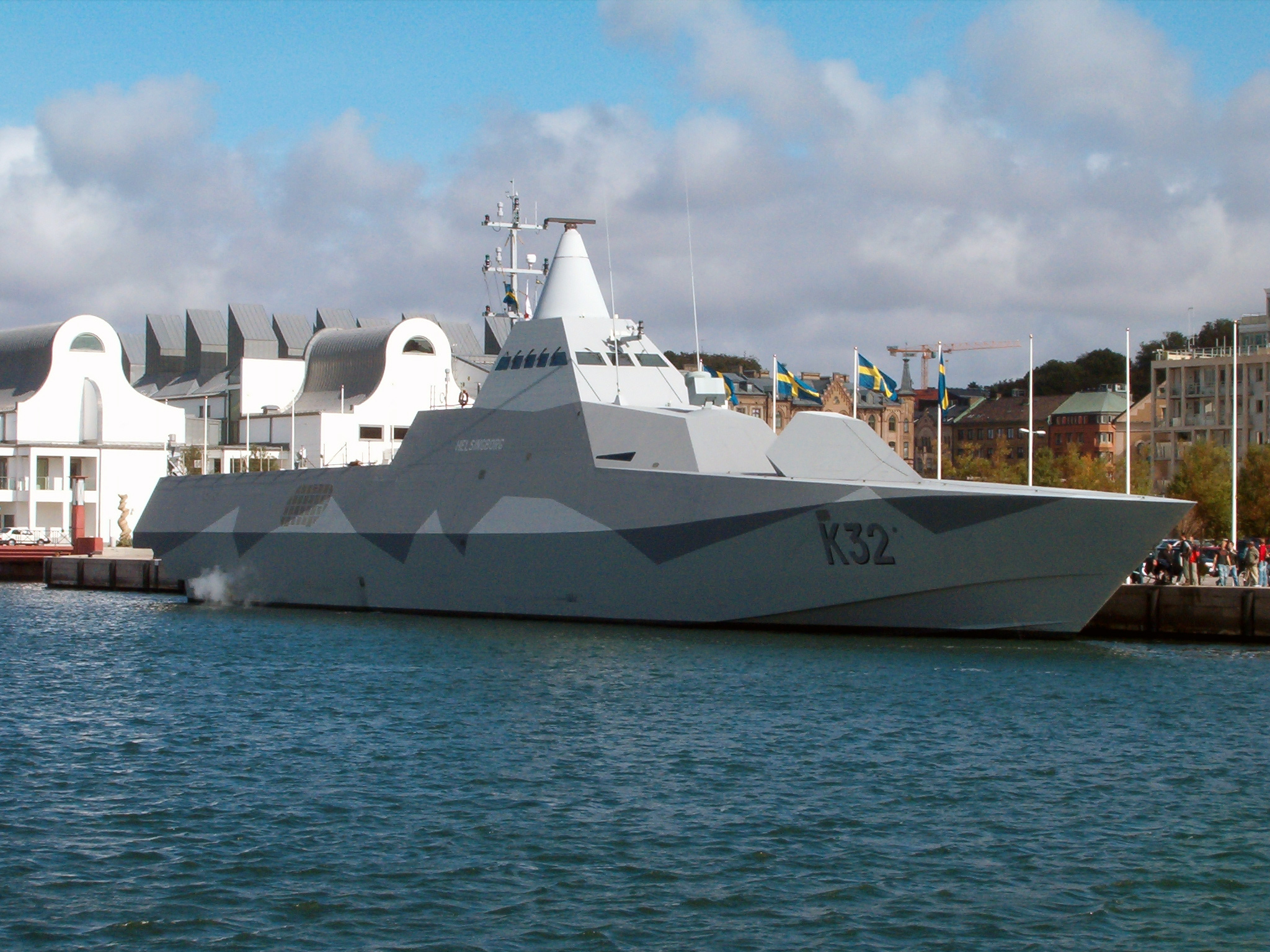
偉士比級於赫爾辛堡港口

考庫姆公司一直致力研發新技術以便有利出口和瑞典軍隊的發展。在其著名產品中，裝備斯特林发动机的哥特蘭級潛艇和偉士比級護衛艦可謂最具代表性，皆因斯特林发动机令瑞典成為第一個裝備不依赖空气推进系統潛艇的國家，而偉士比級護衛艦則成為全球第一艘以全匿蹤考量設計的匿蹤戰艦。

### 斯特林发动机
史特林發動機是蘇格蘭牧師羅伯特·斯特林（Robert Stirling）於1816年提出的熱氣機系統。自1960年代開始，考庫姆公司便展開了史特林發動機的研製工作，其後成功研製出具75千瓦功率的V4-275R-MKI發動機，並在哥特蘭級潛艇中率先試驗，使其成為全球第一個裝備絕氣推進系統的潛艇。
考庫姆公司所研發的史特林發動機使瑞典成為能生產絕氣推進潛艇的小數國家之一，其後V4-275R-MKIII型發動機更被日本引自本土，並用於蒼龍級潛艇上。

#### 發動機版本
- V4-275R MKI型發動機
- V4-275R MKII型發動機
- V4-275R MKIII型發動機：2005年7月11日，日本引進MKIII型技術用於蒼龍級潛艇。[11]

### 偉士比級護衛艦
偉士比級護衛艦是全球第一艘以全隱身作為設計考量的匿蹤戰艦，其艦身採用了大量先進的複合材料，並具有匿蹤的機身設計，可以有效分散與吸收雷達波，達致匿蹤效果。原本偉士比級的定位只是導彈快艇，但基於它採用了許多先進技術的緣故，因此被劃分成護衛艦。

### A26型潛艇
A26型潛艇是瑞典新型的絕氣推進潛艇，其將採用更先進的技術，例如GHOST（Genuine HOlistic STealth）虛擬隱蔽性技術和新型的斯特林发动机系統。除此之外，A26型的帆罩也將會使用與偉士比級護衛艦相同的匿跡材料構成，以達致在不潛航時也能擁有頗好的匿跡效果。本潛艇將會取代哥特蘭級潛艇成為瑞典海軍新一代主力潛艇。